# Tejemum
Tejemum je u islamu formalno čišćenje čistom zemljom (prahom) ili predmetima napravljenim od zemlje. Tejemum se poduzima umjesto abdesta ili gusula. Tejemum se uzima, uglavnom kada tijekom jednog namaskog vremena nije moguće pribaviti kvalitetnu vodu, kada se ima vrlo malo vode koja nam je potrebna za piće ili za pribavljanje hrane, ili kad se, u slučaju potrebe, nije moguće okupati. Jedan tejemum pokriva klanjanje više namaza, sve dok se ne dođemo do dovoljno ispravne vode. Čim se mogućnosti uzeti abdest ili okupati se, tejemum neće više važiti. U tejemumu su tri farza. Sve što kvari abdest, pokvari i tejemum.